# Aruru
Aruru – sumeryjska bogini stworzenia. Uformowała z gliny na polecenie Enkiego Enkidu, rywala i późniejszego przyjaciela Gilgamesza.